# 陣内綾子

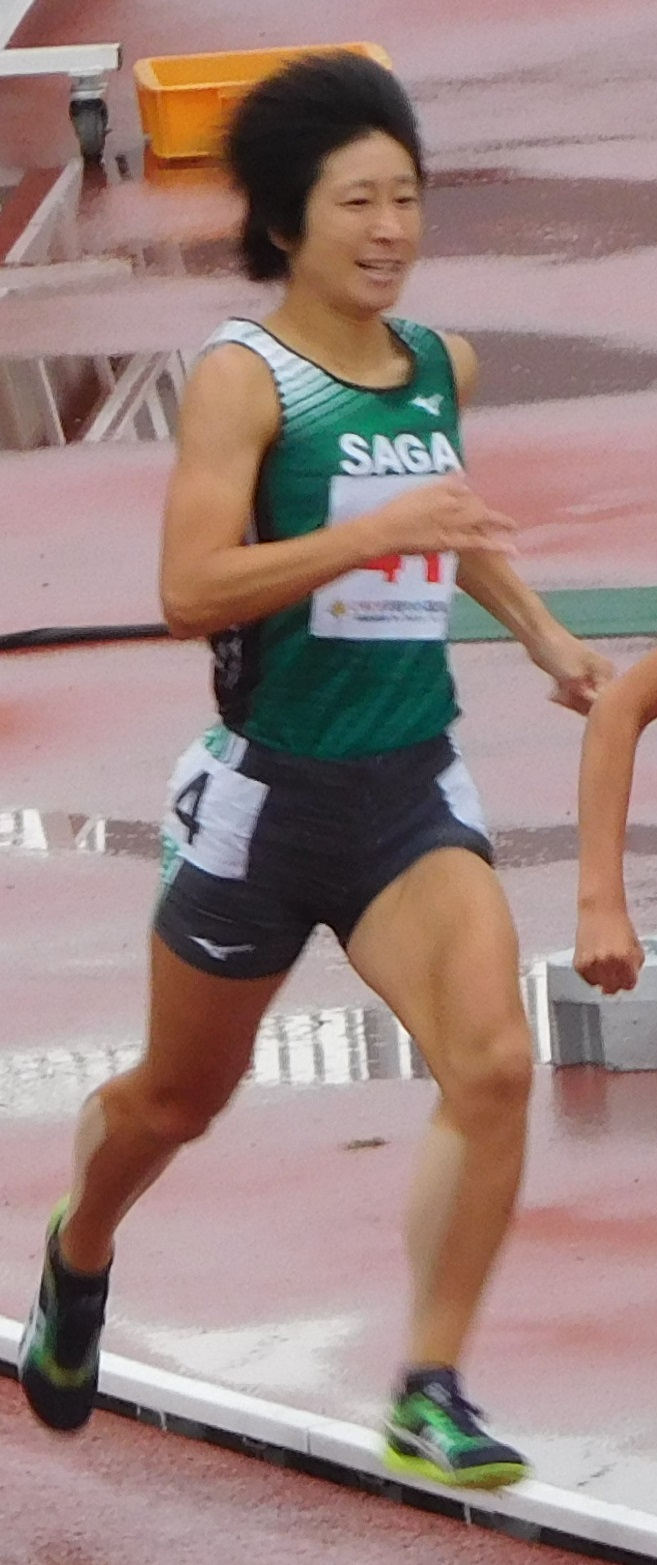
いきいき茨城ゆめ国体にて（2019年）

陣内 綾子（じんのうち あやこ、1987年1月21日 - ）は、日本の陸上競技選手。2007年世界陸上選手権日本代表。専門は800m、1500mで、800では2007年世界陸上出場、1500では2012年から日本選手権3連覇を果たした。メモリード陸上部所属。

## 経歴
佐賀県佐賀市出身。800m走は中学校時代から得意としていて、2001年（3年生の時）、全日本中学校陸上競技選手権大会で優勝。
翌2002年に地元の進学校佐賀県立佐賀西高等学校に進学すると、その年のよさこい高知国体少年女子Bカテゴリーで優勝した。2004年（3年生の時）、中国04総体の陸上競技で同種目を制し、注目を集めるようになった。
佐賀西高は地元でも名門中の名門であり、進学校であったため、県外の大学からも誘いがあった が、環境の変化を避けるため、2005年、あえて地元の佐賀大学文化教育学部に進学した。しかしこの年の世界陸上400m走代表であった丹野麻美（当時福島大学2年）が、晴れの国おかやま国体で専門外の800m走にエントリーし、しかも優勝してしまった。陣内は専門外の丹野に敗れて悔し泣きし、以後本腰を入れて取り組むようになる。
2006年、日本学生陸上競技対校選手権大会、のじぎく兵庫国体に相次いで出場し優勝。2007年、大阪で行われた世界陸上日本代表として出場したが、このときは通算38位で、1次予選敗退となった。
2008年にはチャレンジ！おおいた国体で、大会新記録をマークし優勝を果たしている。
2009年佐賀大学を卒業後、九電工に入社。この時は本社・陸上部がある福岡に転居。この年の世界陸上代表選考会を兼ねた日本選手権では800mで2年ぶりに優勝したが、B標準記録を突破することは出来ず、世界選手権代表に入ることは出来なかった。
2012年6月に行われた、第96回日本陸上競技選手権大会では1500m走に出場し、4:16.42のタイムで優勝した。今大会は、2012年ロンドンオリンピックの代表選手選考も兼ねていたが、1500m走の五輪参加標準記録A（4:06.00）には届かなかった。
800メートルで2005年、2007年のアジア選手権3位、1500ｍで2012年から日本選手権3連覇、2013年、2017年アジア選手権3位など第一線で活躍したが、2021年9月に九電工陸上部を退部。しかし現役続行の意思を強く持っており、翌年4月にオファーを受けたメモリードに中距離走に加え、クイーンズ駅伝での短い区間の即戦力となることを期待され移籍した。

## 記録
- 800m 自己ベスト：2分3秒37（日本歴代13位）
- 1500m 自己ベスト：4分10秒08（日本歴代6位）